# スタディオ・アトレティ・アズーリ・ディターリア
ゲヴィス・スタジアム（Gewiss Stadium）こと、スタディオ・アトレティ・アズーリ・ディターリア（Stadio Atleti Azzurri d'Italia）は、イタリア、ロンバルディア州、ベルガモ県のベルガモにあるサッカー専用競技場。アタランタBCがホームスタジアムとして使用している。収容人数は24,950人。

## 概要

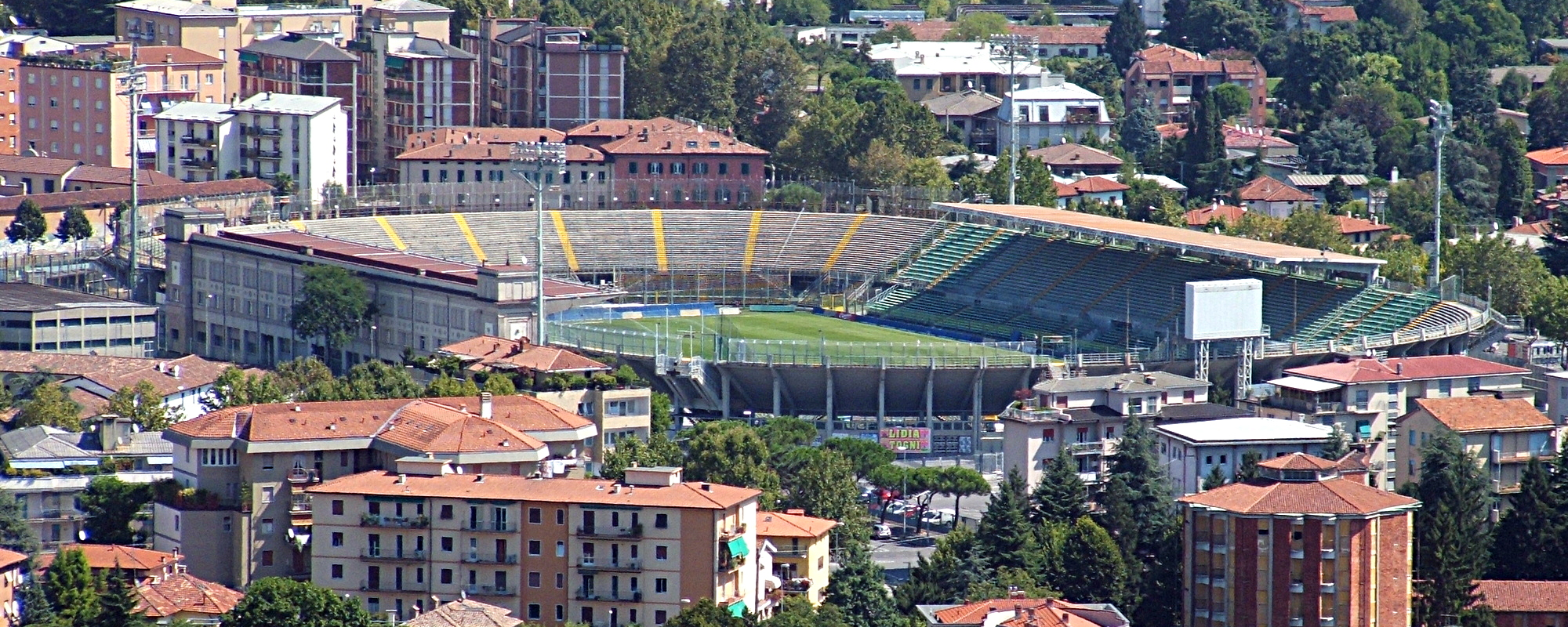
2008年のスタジアム改修前。殆ど屋根が無いスタジアムだった。

1928年完成のスタジアムで、それ以降は大幅な改修をしておらず、景観が悪くスタンドを被う屋根が無いうえに内部の設備も宜しくなく、時代後れは否めずセリエAの標準的なスタジアムとは程遠かった。
開設以来地元のサッカークラブ・アタランタBCが本拠地としてきたが、2010年に同元選手だったペルカッシ家がクラブオーナーに就任するとスタジアム買収を計画。2017年8月に、同スタジアム所有者のベルガモ市から1120万ユーロ(約13.7億円)で購入。ベルガモ市は2018年10月、3段階に分けて同スタジアムを改修する計画の建築許可の交付についてクラブと合意した。
2019年4月29日の第34節ウディネーゼ戦終了後、北スタンド「クルヴァ・ノルド」の改修工事を開始、5月7日には同スタンドを解体した。改修工事の第1段階は同年9月に完了。
また2020年夏には、熱狂的なサポーター集団のウルトラスが応援する南スタンド「クルヴァ・モロシーニ」の改修工事も始まり、UBIバンカ・スタンドの改修が2021年に終了。最後に2024年夏までの「クルヴァ・スッド」設置工事で全工程が完了する。
以前の収容人数は実質15,000人程度（公式では約21,000人）であったが、総工費4000万ユーロ(約49億円)の改修工事後は約25,000人に増える予定。さらに命名権でゲヴィス・スタジアムと改称されることも明らかになった。
2019-20シーズンのUEFAチャンピオンズリーグでは上記の改修工事の影響でスタディオ・ジュゼッペ・メアッツァを代替として使用している。